# Księstwo Waldecku i Pyrmontu
Księstwo Waldecku i Pyrmontu (skrótowo: Waldeck i Pyrmont; niem.: Fürstentum Waldeck und Pyrmont; do 1692: Księstwo Waldecku, Waldeck; niem.: Fürstentum Waldeck) – księstwo (do 1692 hrabstwo) w Świętym Cesarstwie Rzymskim. Od 1806 roku państwo Związku Reńskiego, a od 1815 Związku Niemieckiego. Od 1866 roku państwo Związku Północnoniemieckiego, a po zjednoczeniu Niemiec w 1871 roku jeden z krajów Cesarstwa Niemieckiego. Po 1919 kraj Rzeszy. W 1922 Pyrmont włączono do Prus (na mocy postanowień plebiscytu z 24 marca 1922), zaś Waldeck w 1928 (na mocy postanowień plebiscytu z 7 września 1928).

## Członkowie rodu
- Emma Waldeck-Pyrmont – królowa Holandii
- Jozjasz, książę Waldecku i Pyrmontu – Wyższy Dowódca SS i Policji i zbrodniarz hitlerowski

## Władcy Waldeck

### Hrabiowie Waldeck
- 1137–1185: Wolkwin II Waldeck
- 1185–1209: Henryk I Waldeck
- 1185–1189: Wittekind III Waldeck-Schwalenberg
- 1185–1223: Herman I von Schwalenberg
- 1224–1249: Wittekind III Waldeck-Schwalenberg
- 1218–1270: Adolf I Waldeck
- 1270–1271: Adolf II Waldeck
- 1271–1305: Otto I
- 1305–1344: Henryk IV
- 1344–1369: Otto II
- 1369–1397: Henryk VI

1397 – podział na hrabstwa: Waldeck-Landau i Waldeck-Waldeck

### Hrabiowie Waldeck-Landau (linia starsza)
- 1397–1431: Adolf III
- 1431–1459: Otto III
- 1459–1495: Otto IV

1495 – wygaśnięcie starych linii: Landauer; Landau-Waldeck, Waldeck-Eisenberg ich terytoria dziedziczy linia Waldeck-Wildungen

### Hrabiowie Waldeck-Waldeck (linia młodsza)
- 1397–1444: Henryk VII
- 1442–1475: Wolrad I
- 1475: Filip I
- 1475–1486: Henryk VIII (strażnik i regent Filip II)

1486 podział na Waldeck-Eisenberg i Waldeck-Wildungen

#### Hrabiowie Waldeck-Eisenberg (starsza linia)
- 1486–1524: Filip II Waldeck-Eisenberg
- 1524–1539: Filip III

Panowanie środkowej linii w Waldeck-Eisenberg i nowej linii Waldeck-Landau

##### Hrabiowie Waldeck-Landau (nowa linia)
- 1539–1567 Jan I
- 1567–1579 Filip VI
- 1579–1597 Franciszek III

1597 – Po wygaśnięciu młodszych linii: Landauer; Landau-Waldeck, Waldeck-Eisenberg ich ziemie przejmuje Waldeck-Wildungen

##### Hrabiowie Waldeck-Eisenberg (środkowa linia)
- 1539–1578: Wolrad II
- 1578–1588: Jozjasz I
- 1588–1607: Chrystian (1607 założyciel nowej linii Wildungen)
- 1588–1607: Wolrad IV (współrządca Chrystiana, 1607 twórca nowej linii Eisenberg)

1607 podział Waldeck-Eisenberg (linia młodsza) i Waldeck-Wildungen (linia młodsza)

###### Hrabiowie Waldeck-Eisenberg (linia młodsza)
- 1607–1640: Wolrad IV
- 1638–1640: Filip Teodor
- 1645–1664: Henryk Wolrad
- 1664–1692: Jerzy Fryderyk

Po śmierci Jerzego Fryderyka jego ziemie przejął Krystian Ludwik Waldeck (Waldeck-Wildungen (linia młodsza))

###### Hrabiowie Waldeck-Wildungen (linia młodsza)
- 1607–1638: Chrystian (do roku 1607, hrabia Waldeck-Eisenberg)
- 1638–1645: Filip VII Waldeck-Wildungen
- 1645–1706: Krystian Ludwik Waldeck (Hrabia Waldeck-Pyrmont od 1692, patrz niżej)
- 1645–1669: Jozjasz II (koregent)

#### Hrabiowie Waldeck-Wildungen (stara linia)
- 1486–1512: Henryk VIII
- 1512–1574: Filip IV Waldeck-Wildungen
- 1574–1577: Daniel Waldeck-Wildungen
- 1577: Henryk IX Waldeck-Wildungen
- 1577–1585: Günther Waldeck-Wildungen
- 1585–1598: Wilhelm Ernst

### Hrabiowie Waldeck-Pyrmont (1692–1712)
| # | Imię                                  |  | Urodzony                  | Zmarł                   | Czas rządów | Rodzice |
| - | ------------------------------------- |  | ------------------------- | ----------------------- | ----------- | --- |
| 1 | Krystian Ludwik Waldeck               |  | 29 lipca 1635 Waldeck     | 12 grudnia 1706 Landau  | 1692–1706   | Filip VII Waldeck-Wildungen hrabia Waldeck-Wildungen (1613–1645) Anna Katarzyna von Sayn-Wittgenstein (1610–1690) |
| 3 | Fryderyk Antoni Ulryk Waldeck-Pyrmont |  | 27 listopada 1676 Waldeck | 1 stycznia 1728 Waldeck | 1706–1712   | Krystian Ludwik Waldeck hrabia Waldeck (1635–1706) Anna Elżbieta von Rappoltstein                                 |

### Książęta Waldeck-Pyrmont (1712–1918)
| # | Imię                                  |  | Urodzony                     | Zmarł                    | Czas rządów | Rodzice |
| - | ------------------------------------- |  | ---------------------------- | ------------------------ | ----------- | --- |
| 1 | Fryderyk Antoni Ulryk Waldeck-Pyrmont |  | 27 listopada 1676 Waldeck    | 1 stycznia 1728 Waldeck  | 1712–1728   | Krystian Ludwik Waldeck hrabia Waldeck (1635–1706) Anna Elżbieta von Rappoltstein                                      |
| 2 | Christian Filip Waldeck-Pyrmont       |  | 1701 Kleinern                | 1728 Mannheim            | 1728–1728   | Fryderyk Antoni Ulryk Waldeck-Pyrmont książę Waldeck-Pyrmont (1676–1728) Ludwika Birkenfled-Bichwiller (1678–1753)     |
| 3 | Karol August Waldeck-Pyrmont          |  | 24 września 1704 Waldeck     | 29 sierpnia 1763 Waldeck | 1728–1763   | Fryderyk Antoni Ulryk Waldeck-Pyrmont książę Waldeck-Pyrmont (1676–1728) Ludwika Birkenfled-Bichwiller (1678–1753)     |
| 4 | Fryderyk Karol August Waldeck-Pyrmont |  | 25 października 1743 Waldeck | 24 września 1812 Waldeck | 1763–1812   | Karol August Waldeck-Pyrmontksiążę Waldeck-Pyrmont(1704–1763) Christiane Henriette Birkenfeld-Bischweiler (1725–1816)  |
| 5 | Jerzy I Waldeck-Pyrmont               |  | 6 maja 1747 Arolsen          | 9 września 1813 Pyrmont  | 1812–1813   | Karol August Waldeck-Pyrmont książę Waldeck-Pyrmont(1704–1763) Christiane Henriette Birkenfeld-Bischweiler (1725–1816) |
| 6 | Jerzy II Waldeck-Pyrmont              |  | 20 września 1789 Weil        | 15 maja 1845 Bad Arolsen | 1813–1845   | Jerzy I Waldeck-Pyrmont Augusta Schwarzburg-Sondershausen                                                              |
| 7 | Jerzy Wiktor Waldeck-Pyrmont          |  | 4 stycznia 1831 Waldeck      | 12 maja 1893 Waldeck     | 1845–1893   | Jerzy II Waldeck-Pyrmont książę Waldeck-Pyrmont (1789–1845) Emma Anhalt-Bernburg-Schaumburg (1802–1858)                |
| 8 | Fryderyk Waldeck-Pyrmont              |  | 20 stycznia 1865 Waldeck     | 26 maja 1946 Waldeck     | 1893–1918   | Jerzy Wiktor Waldeck-Pyrmont książę Waldeck-Pyrmont (1831–1893) Helena Nassau (1831–1888                               |